# Aleksander VI Arridajos
Aleksander VI Arridajos (gr.: Ἀλέξανδρος Ἀρριδαῖος, Aléksandros Arridaĩos) (ur. ok. 301, zm. po 277 p.n.e.) – król Macedonii w  r. 277 p.n.e. Syn króla Tracji i Macedonii Lizymacha i Amastris, władczyni Heraklei Pontyjskiej.
Są dwie wersje, co do pochodzenia Aleksandra. Pauzaniasz, periegeta grecki, podał, że jego matką była księżniczka tracka z plemienia Odrysów (konkubina nieznanego imienia). Natomiast Poliajnos, pisarz rzymski, poinformował, że matką była Amastris (Amestris). Wersja druga jest bardziej wiarygodna, ponieważ Poliajnos (ur. ok. 100 n.e.) był rzymskim mówcą sądowym, pochodzącym z Macedonii.
Aleksander był jedynym dzieckiem Lizymacha z jego drugiego małżeństwa. Towarzyszył w ucieczce Lizandrze i jej synom do króla i założyciela państwa Seleucydów Seleukosa I Nikatora. Ta bowiem została wdową po zamordowanym Agatoklesie, bracie przyrodnim Aleksandra. Zbiegowie przybyli do Babilonu prosić króla o pomoc w wojnie przeciw Lizymachowi. Filetajos, mający pieniądze Lizymacha, przejął się śmiercią Agatoklesa. Za pośrednictwem herolda powierzył się opiece Seleukosa. Lizymach, gdy się o tym dowiedział, postanowił podjąć z tym ostatnim wojnę. W bitwie pod Kuropedion (281 p.n.e.) zginął. Aleksander po długich prośbach uzyskał od Lizandry ciało zabitego ojca. Zabrał je do Chersonezu. Tam pogrzebał go między wioską Kardią i Paktye. Grób istniał do czasów Pauzaniasza (ok. 115–ok. 180 n.e.).
Aleksander prawdopodobnie objął tron macedoński po usunięciu Ptolemeusza III, swego brata przyrodniego w r. 277 p.n.e. Ten jednak nie składał broni. Aleksander niezbyt długo rządził krajem. Antygon II Gonatas postanowił zdobyć Macedonię. Wzmocnił swą armię najemnikami celtyckimi. Dzięki ich pomocy usunął z tronu Aleksandra VI Arridajosa. Po czym prawdopodobnie został obrany królem przez tych żołnierzy, którzy popierali poprzednika. Potem pokonał Ptolemeusza i Antypatra, którzy schronili się w Egipcie. Nie wiadomo co się działo dalej z Aleksandrem, ani kiedy zmarł.
Poliajnos opisał jak Aleksander chciał się dostać niepostrzeżenie do frygijskiego miasta Kotiaejon. Po ukryciu w nocy swych żołnierzy, przebrał się w wieśniaka i wszedł do miasta z dwiema osobami. Ci byli obładowani chrustem dla niepoznaki. O świcie Aleksander wszedł bez problemu do miasta. Dał się mieszkańcom poznać, mówiąc, że przybył ocalić miasto. Na jego znak żołnierze wpadli środka przez otwarte bramy i zdobyli miasto.